# Operator Fredholma
Operator Fredholma – w analizie funkcjonalnej, ograniczony operator liniowy pomiędzy dwiema przestrzeniami Banacha, którego jądro i kojądro są skończenie wymiarowe. Nazwa pojęcia pochodzi od Erika Ivara Fredholma, który rozważał takie operatory w teorii równań całkowych.

## Twierdzenie Atkinsona
Niech {\displaystyle X} i {\displaystyle Y} będą przestrzeniami Banacha oraz niech {\displaystyle T\colon X\to Y} będzie ograniczonym operatorem liniowym. Twierdzenie Atkinsona mówi, że {\displaystyle T} jest operatorem Fredholma wtedy i tylko wtedy, gdy istnieje taki operator {\displaystyle S\colon Y\to X,} że operatory
{\displaystyle I_{X}-ST,\quad I_{Y}-TS}
są zwarte.

## Indeks Fredholma
Dla danego operatora Fredholma {\displaystyle T\colon X\to Y} definiuje się jego indeks Fredholma {\displaystyle \operatorname {ind} T} wzorem
{\displaystyle \operatorname {ind} T:=\dim \ker T-\operatorname {codim} T(X),}
czyli innymi słowy,
{\displaystyle \operatorname {ind} T=\dim \ker T-\dim \,\operatorname {coker} T,}
gdzie coker {\displaystyle T} oznacza kojądro {\displaystyle T.} Indeks Fredholma jest zatem liczbą całkowitą.

## Własności
- Z twierdzenia o odwzorowaniu otwartym wynika, że obraz operatora Fredholma jest domknięty[2].

- Rodzina {\displaystyle \Phi (X,Y)} złożona ze wszystkich operatorów Fredholma z {\displaystyle X} do {\displaystyle Y} jest otwartym podzbiorem przestrzeni wszystkich operatorów z {\displaystyle X} do {\displaystyle Y.} Innymi słowy, dla każdego operatora Fredholma {\displaystyle T_{0}\colon X\to Y} istnieje taka liczba {\displaystyle \varepsilon >0} że dla każdy operator ograniczony {\displaystyle T\colon X\to Y} o tej własności, że {\displaystyle ||T-T_{0}||<\varepsilon } jest również operatorem Fredholma, który ma ponadto ten sam indeks co {\displaystyle T_{0}}[3].

- Jeżeli {\displaystyle T\colon X\to Y} i {\displaystyle U\colon Y\to Z} są operatorami Fredholma, to złożenie {\displaystyle UT\colon X\to Z} jest również operatorem Fredholma oraz

{\displaystyle \operatorname {ind} (UT)=\operatorname {ind} (U)+\operatorname {ind} (T)}.
- Operator sprzężony do operatora Fredholma {\displaystyle T} jest również operatorem Fredholma oraz {\displaystyle \operatorname {ind} (T^{*})=-\operatorname {ind} (T)}[5]. Takie same relacje zachodzą dla operatorów sprzężonych do operatorów Fredholma działających między przestrzeniami Hilberta[6].

- Indeks Fredholma jest niezmienniczy ze względu na dodawanie operatorów zwartych, tzn. jeżeli {\displaystyle T\colon X\to Y} jest operatorem Fredholma, a {\displaystyle K\colon X\to Y} jest operatorem zwartym, to {\displaystyle T+K} jest również operatorem Fredholma oraz {\displaystyle \operatorname {ind} (T)=\operatorname {ind} (T+K).} Ogólniej, jeżeli {\displaystyle T\colon X\to Y} jest operatorem Fredholma a {\displaystyle S\colon X\to Y} jest operatorem ściśle singularnym, to {\displaystyle T+S} jest również operatorem Fredholma oraz {\displaystyle \operatorname {ind} (T)=\operatorname {ind} (T+S)}[7].

## Przykład
Niech {\displaystyle H} będzie przestrzenią Hilberta z bazą ortonormalną {\displaystyle (e_{n})} indeksowaną liczbami naturalnymi z zerem. Niech {\displaystyle S\colon H\to H} będzie operatorem przesunięcia w prawo, tj.
{\displaystyle S(e_{n})=e_{n+1}\quad (n\geqslant 0).}
Wówczas {\displaystyle S} jest różnowartościowy, tj. wymiar jądra {\displaystyle S} wynosi 0 ({\displaystyle S} jest ponadto izometryczny) oraz jego kojądro ma kowymiar 1, a więc {\displaystyle S} jest operatorem Fredholma o indeksie {\displaystyle \operatorname {ind} (S)=-1.} Kolejne potęgi {\displaystyle S^{k},k\geqslant 0} są operatorami Fredholma o indeksie {\displaystyle -k.} Operatorem sprzężonym do {\displaystyle S} jest operator przesunięcia w lewo:
{\displaystyle S^{*}(e_{0})=0,\ \ S^{*}(e_{n})=e_{n-1}\quad (n\geqslant 1).}
Operator {\displaystyle S^{*}} jest więc operatorem Fredholma o indeksie 1.